# Friedrich Scharrer
Friedrich Scharrer (ur. 27 maja 1891 w Wiedniu) – austriacki zapaśnik walczący w stylu klasycznym. Olimpijczyk z Sztokholmu 1912, gdzie zajął dwunaste miejsce w wadze piórkowej.
Brązowy medalista mistrzostw świata w 1911 i czwarty w 1913. Mistrz Europy w 1912 i siódmy w 1914 roku.

## Letnie Igrzyska Olimpijskie 1912
| Konkurencja          | Rundy eliminacyjne    | Rundy eliminacyjne           | Rundy eliminacyjne     | Rundy eliminacyjne    | Klas. końcowa |
| Konkurencja          | Przeciwnik I          | Przeciwnik II                | Przeciwnik III         | Przeciwnik IV         | Miejsce       |
| -------------------- | --------------------- | ---------------------------- | ---------------------- | --------------------- | ------------- |
| 60 kg styl klasyczny | George Retzer (USA) Z | Carl-Georg Andersson (SWE) Z | Kaarlo Koskelo (FIN) P | Verner Hetmar (DEN) P | 12.           |